# Avard (Oklahoma)
Pour les articles homonymes, voir Avard.
Avard est une communauté non incorporée américaine, située dans le comté de Woods, dans l'Oklahoma. Sa population était en 2000 de 26 habitants. 

## Géographie
Avard se trouve dans le nord-ouest de l'Oklahoma à l'est des Grandes Plaines.